# Callirrhoë (maan)
Callirrhoë (kə-lirr'-oe-ee, ; Grieks Καλλιρρόη) of Jupiter XVII is een van Jupiters natuurlijke manen. De maan werd ontdekt door Spacewatch op 6 oktober 1999 en werd oorspronkelijk geclassificeerd als een planetoïde met de voorlopige aanduiding 1999 UX18.
Tim Spahr ontdekte op 18 juli 2000 dat Callirrhoë om Jupiter cirkelde, Callirrhoë kreeg daarmee de aanduiding S/1999 J 1.
Callirrhoë heeft een diameter van 8,6 kilometer en cirkelt rond Jupiter op een gemiddelde afstand van 24,099 miljoen km in 758,82 dagen. Dit bij een glooiingshoek van 147° tot de ecliptica in een retrograde richting met een excentriciteit van 0,2796.
De maan kreeg zijn naam in oktober 2002 en werd vernoemd naar Callirrhoë, de dochter van de riviergod Achelous.
De maan behoort tot de Pasiphaë groep.